# Biesowice
Biesowice (kaszb. Biésojce, niem. Beßwitz) – wieś w Polsce położona w województwie pomorskim, w powiecie słupskim, w gminie Kępice.
W miejscowości znajduje się przystanek kolejowy Biesowice.
W latach 1975–1998 miejscowość administracyjnie należała do województwa słupskiego.

## Historia

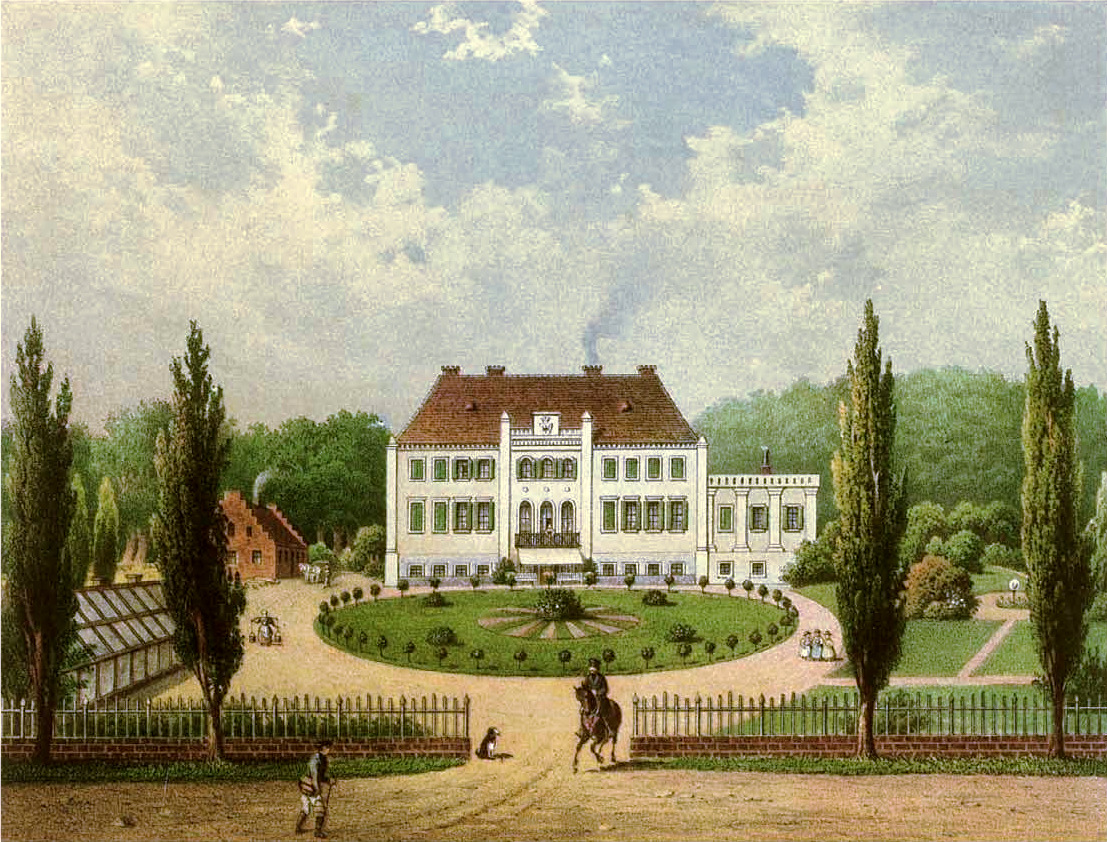
Pałac w Biesowicach von Zitzewitzów (1860). Zbiór A. Dunckera

Miejscowość po raz pierwszy została wspomniana oficjalnie jako odwieczne lenno rodziny von Zitzewitz w 1480 r. W XIX w. majątek Biesowice wraz z należącymi do niego folwarkami i wielkimi lasami nad Wieprzą i Studnicą zajmował powierzchnię 15 tys. mórg magdeburskich (1 morga magdeburska = 2553,22 m²). Podczas wojny trzydziestoletniej Biesowice zostały mocno doświadczone i w 1655 r. było tam jeszcze tylko 16 chłopów. Jednak w 1784 r. było znowu 17 gospodarstw chłopskich, działała kuźnia i karczma. W skład majątku wchodziła założona w 1863 r. huta szkła taflowego, młyn, tartak, cegielnia i wapiennik. Po wprowadzeniu pruskiego podziału terytorialnego w 1815 r. Biesowice znalazły się w granicach powiatu Schlawe i. Pom. prowincji Pomorze, ale w wyniku zmiany granic w 1878 r. trafiły do powiatu Rummelsburg i. Pom. Biesowicki kościół został konsekrowany w 1891 r. W 1897 r. w pobliżu Biesowic rozpoczyna działalność elektrownia, która przekształca się później w elektrownię wodną (patrz: następny rozdział). W 1919 r. wieś Biesowice ma 156, a majątek 464 mieszkańców. W 1939 r. doliczono się 465 mieszkańców.

## Zabytki
W miejscowości znajdują się:
- zabytkowy pałac, wybudowany w połowie XIX wieku przez von Zitzewitzów, przebudowany w stylu neogotyckim w latach 1922–1923[4]. Pałac posiada dwie dobudówki i pozorny ryzalit z parawanem, który poprzedzony jest czterokolumnowym gankiem. W środku reprezentacyjny hall z zabytkowymi schodami, oryginalne boazerie i neorenesansowy kominek[5].
- dawna plebania z przełomu XIX i XX wieku
- kościół pw. św. Andrzeja Boboli z 1891 roku[6].

## Związani z miejscowością
Do najbardziej znanych przedstawicieli rodziny władającej majątkiem należeli opat klasztoru w Huysburgu – Nicolaus von Zitzewitz, ur. w majątku Biesowice w 1634 r., Ernst von Zitzewitz – pruski pułkownik i polityk, zm. 15.08.1899 w majątku oraz Franz von Zitzewitz – major regimentu dragonów w latach 1825-42.

## Elektrownia wodna
Elektrownia "Biesowice" została uruchomiona w 1905 roku i jest najstarszą na Wieprzy. Pracowała początkowo tylko dwa lata – po jej uruchomieniu została rozmyta zapora ziemna w czasie przejścia katastrofalnej fali powodziowej. Wkrótce podjęto się odbudowy zapory, tym razem o konstrukcji ziemno-betonowej i długości 120 m. Elektrownia wznowiła pracę już w 1908 roku. Ekspolatowana była nieprzerwanie do roku 1945, kiedy to zdemontowano turbiny i wywieziono je do ZSRR. Ponowne wyposażenie i uruchomienie elektrowni miało miejsce w 1954 roku. W 1985 roku zwiększono moc elektrowni o 41 kW instalując turbinę rurową (budynek Biesowice II). Elektrownia pracuje do dziś i jest jedną z czterech elektrowni wodnych na Wieprzy eksploatowanych przez spółkę "Energa Elektrownie Wodne Słupsk".
Elektrownia jest udostępniona do zwiedzania (poniedziałek-sobota: 10:00-15:00 lub po wcześniejszym uzgodnieniu).
Dane techniczne
1. średni przepływ: 8,3 m³/s
2. moc instalowana: 503 kW
3. spad: 5,1 m
4. ilość turbozespołów: 4